# Arthromygalidae
Arthromygalidae, los artromigálidos, es una familia extinta de arácnidos, posiblemente arañas. Todos los fósiles clasificados en esta familia datan del Carbonífero, hace entre 359 a 299 millones de años.
 El aracnólogo ruso Alexander Petrunkevitch los consideró mesotelos, pero solo incluyó en la familia los mesotelos carentes de ojos. Los que sí tenían ojos los incluyó en Arthrolycosidae.

Paul A. Selden ha demostrado que los especímenes fósiles solo tienen "la apariencia general de las arañas", con abdómenes segmentados (opistosoma), pero sin hileras definidas.

## Géneros
Los géneros clasificados en la familia a fecha de 2015, junto con la ubicación de los fósiles.
- †Arthromygale Petrunkevitch, 1923 – Rakovník (República Checa)
- †Eolycosa Kušta, 1885 – Rakovník
- †Geralycosa Kušta, 1888 – Rakovník
- †Kustaria Petrunkevitch, 1953 – Rakovník
- †Palaranea Frič, 1873 – Czech Republic
- †Protocteniza Petrunkevitch, 1949 – Coseley (Inglaterra)
- †Protolycosa Roemer, 1866 – Silesia, Cévennes (Francia)
- †Rakovnicia Kušta, 1884 – Rakovník